# Zinédine Zidane
Zinédine Yazid Zidane (pron. francese [ˌzineˈdin jaˈzid ziˈdan]), (Marsiglia, 23 giugno 1972) è un dirigente sportivo, allenatore di calcio ed ex calciatore francese, di ruolo centrocampista. Con la nazionale francese è diventato campione del mondo nel 1998 e campione d'Europa nel 2000.
Soprannominato Zizou, è considerato uno dei migliori giocatori della storia del calcio. Cresciuto nel Cannes, si afferma nel Bordeaux con cui vince una Coppa Intertoto UEFA. Nel 1996 viene acquistato dalla Juventus, dove in cinque stagioni conquista due campionati italiani, una Supercoppa italiana, una Supercoppa UEFA, una Coppa Intercontinentale e una Coppa Intertoto UEFA. Nell'estate del 2001 si trasferisce al Real Madrid per la cifra allora record di 150 miliardi di lire, contribuendo alla vittoria di un campionato spagnolo e due Supercoppe di Spagna nonché di una UEFA Champions League, una Supercoppa UEFA e una Coppa Intercontinentale. Al termine della stagione 2005-2006 annuncia il suo ritiro dal calcio giocato.
Con la nazionale francese ha partecipato a tre campionati del mondo (Francia 1998, Corea del Sud-Giappone 2002 e Germania 2006) e a tre campionati d'Europa (Inghilterra 1996, Belgio-Paesi Bassi 2000 e Portogallo 2004), vincendo da protagonista e numéro dix dei suoi la rassegna iridata del 1998 e quella continentale del 2000. Con la maglia dei Bleus ha totalizzato 108 presenze e 31 reti.
A livello individuale ha vinto un'edizione del Pallone d'oro (1998) e tre del FIFA World Player of the Year (1998, 2000, 2003), record condiviso con Ronaldo. Occupa la 28ª posizione nella speciale classifica dei migliori calciatori del XX secolo pubblicata dalla rivista World Soccer e la stessa rivista lo ha inserito inoltre nella formazione degli undici migliori giocatori della storia del calcio. La FIFA lo ha inoltre piazzato al terzo posto nella classifica dei migliori numeri dieci della storia mentre nel marzo del 2004, Pelé lo ha anche inserito nella FIFA 100, la lista dei 125 migliori calciatori viventi, redatta in occasione del Centenario della FIFA. La BBC lo ha definito il miglior giocatore europeo dell'intera storia calcistica e nel 2009 è stato inserito nella Squadra ideale del decennio dal periodico britannico Sun.
Da allenatore del Real Madrid, ha vinto tre UEFA Champions League, due campionati spagnoli (2016-2017 e 2019-2020), due Supercoppe UEFA, due Supercoppe di Spagna e due Coppe del mondo per club. Eccezion fatta per il naturalizzato Helenio Herrera, Zidane è stato il primo tecnico francese vincitore della Champions League. È, con Fabio Capello e Marcello Lippi, l'unico allenatore ad aver raggiunto tre finali consecutive della Champions League, ma l'unico ad averle vinte tutte, diventando così il primo allenatore a vincere tre edizioni consecutive della massima competizione europea per club.

## Biografia

### Famiglia e origini

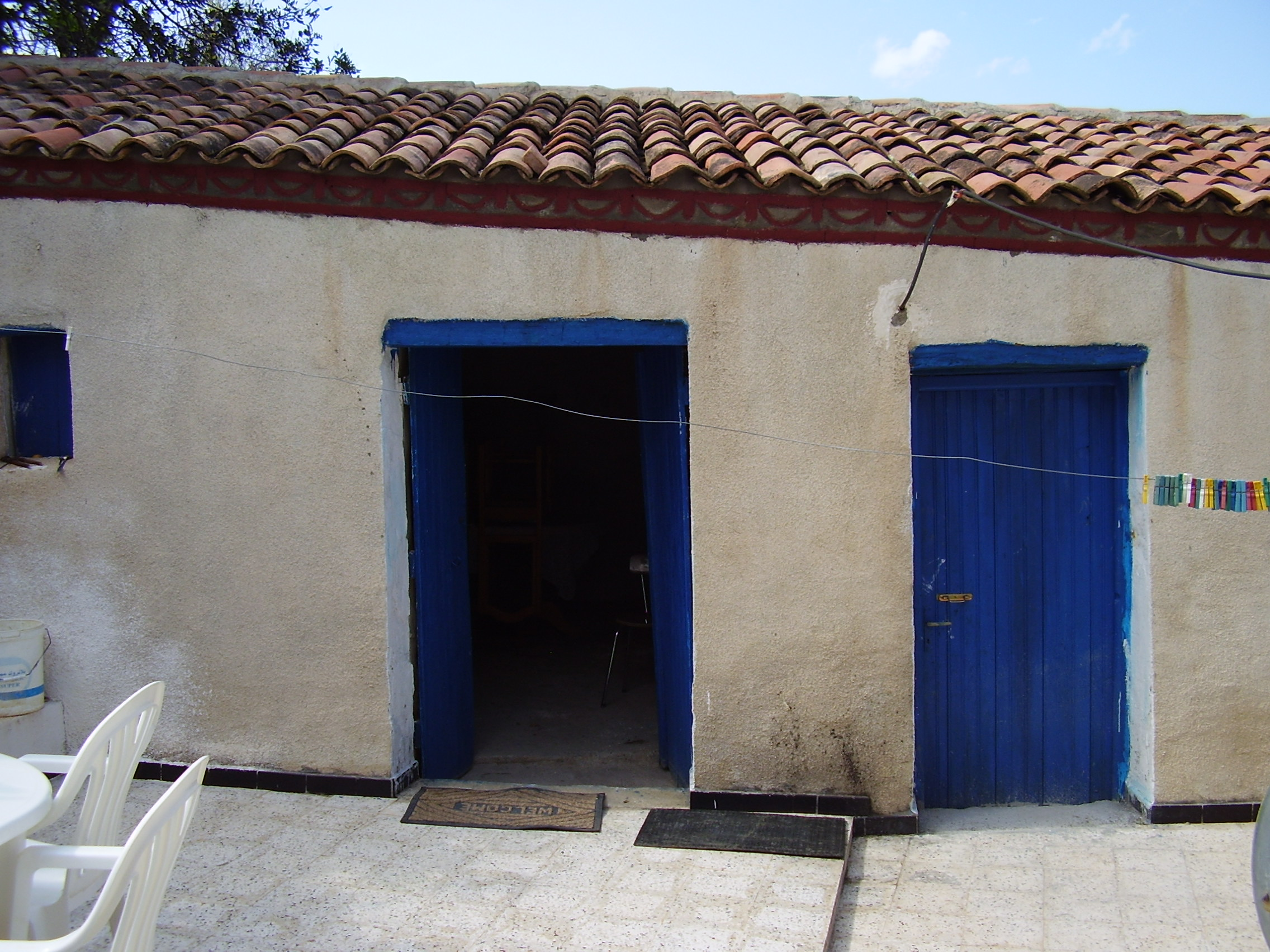
Casa del padre di Zidane nel villaggio di Aguemoune Ath Slimane, in Cabilia

Nacque a Marsiglia, originario di una famiglia berbera: il padre, Smaïl Zidane, era un pastore e musulmano praticante della Cabilia, una regione dell'Algeria settentrionale, che aveva deciso di attraversare il Mediterraneo e andare a lavorare come muratore in Francia nel 1953. Dopo l'indipendenza dell'Algeria, sopraggiunta nel 1962, Smaïl voleva ritornare in patria dopo aver trascorso nove anni nei cantieri della Seine-Saint-Denis, ma poco prima di imbarcarsi per l'Africa incontrò Malika, una marsigliese anch'essa originaria della Cabilia, che sposò poco dopo. Alla fine la coppia decide di rimanere in Francia e di stabilirsi a Marsiglia.

### Vita privata
A diciassette anni, Zinédine Zidane incontra la futura moglie Véronique; la coppia si sposa nel 1994 e ha quattro figli: Enzo (nato nel 1995 e così chiamato in omaggio a Enzo Francescoli, idolo d'infanzia di Zizou), Luca (1998) e Théo (2002), nati a Marsiglia, e Élyaz (2005), nato a Madrid.
Tutti giocano o hanno giocato nel Real Madrid, con il cognome della madre (Fernández): Enzo giocava come centrocampista (Real Madrid C / Real Madrid Castilla), Luca come portiere (Juvenil B), Théo come attaccante (Infantil B) ed Elyaz (Benjamin A). Convocabile sia da parte della Francia che da parte della Spagna, Enzo Fernández viene selezionato nel 2009 nell'Under-15 della Spagna e poi nell'Under-19 della Francia nel 2014. Il 16 novembre 2015 ha debuttato nel Real Madrid Castilla, seconda squadra dei blancos della Segunda B (terza serie) allenata dal padre.
Zidane risiede a Madrid, nel quartiere residenziale Conde de Orgaz, dove possiede una proprietà di circa 600 m². Possiede inoltre una vasta proprietà nel comune di Onet-le-Château, regione di Rodez dove vivono i suoceri.
Zinédine Zidane è portatore sano di anemia mediterranea (talassemia minor): caratteristica genetica diffusa nel bacino del Mediterraneo e condizione sostanzialmente benigna.
A proposito della sua religione, Zidane si è definito come un «musulmano non praticante».

### Impegno nel sociale
Dal 2001 è ambasciatore dell'Organizzazione delle Nazioni Unite (ONU). A Marsiglia, la sua città natale, ha fondato una scuola calcio per aiutare i bambini più poveri.

### Altre attività
Nel 2008 ha interpretato una piccola parte nel film Asterix alle Olimpiadi. Nel 2011 ha pubblicato un libro autobiografico dal titolo La semplice eleganza di un eroe.

## Caratteristiche tecniche

### Giocatore
(Marcello Lippi, 2002)

Zidane (a sinistra) tenta di sottrarre la palla al portiere Gianluigi Buffon, sotto lo sguardo del compagno di nazionale Lilian Thuram, durante il campionato di Serie A 1997-1998.

Accostato ai connazionali Michel Platini e Raymond Kopa, Zidane era un trequartista in grado di coniugare potenza fisica e doti tecniche. Il suo ruolo preferito era dietro le punte, anche se in carriera è stato impiegato talvolta come seconda punta, come tornante o centrocampista centrale nel 4-4-2 e nel ruolo di regista di centrocampo nel 4-3-3.

Zidane (a sinistra) e il rumeno Gheorghe Hagi, due tra i maggiori fantasisti della loro generazione, nel corso della UEFA Champions League 1998-1999.

Pur non essendo molto veloce, aveva una buona accelerazione palla al piede. Abile nel dettare i tempi della squadra e nel fornire assist per i compagni, era inoltre dotato di fantasia, senso della posizione e una grande visione di gioco. Dotato di un'eleganza innata, eccelleva anche nel controllo di palla e nel dribbling (spesso effettuato con il gesto della veronica). Ambidestro, era inoltre un buon finalizzatore, che ha spesso segnato gol decisivi in carriera, pur non essendo particolarmente prolifico. Specialista nei calci di rigore e nei calci piazzati, era abile anche nel gioco aereo.
Si faceva anche apprezzare nel gioco senza palla per le sue doti di corsa, lo spirito di sacrificio e l'attenzione alla fase difensiva.

### Allenatore
In panchina si dimostra un tecnico dal gioco non spettacolare ma molto pragmatico (facendo in questo tesoro delle esperienze passate agli ordini, o al fianco, di allenatori quali Marcello Lippi o Carlo Ancelotti), capace di adattarsi e quindi sfruttare al meglio le qualità dei giocatori a disposizione in rosa, oltreché col carisma necessario per sostenere le pressioni derivanti dal gestire uno spogliatoio di grandi nomi o il lavorare in piazze calcistiche dalle alte aspettative.

## Carriera

### Giocatore

#### Club

##### Gli inizi
Zidane ha dato i primi calci al pallone nel suo quartiere marsigliese; il suo idolo è stato da sempre il trequartista uruguaiano Enzo Francescoli. Fino all'età di 11 anni, inoltre, è stato appassionato anche di judo.
All'età di nove anni entra nel club del quartiere, l'AS Foresta 11, del quale diventa ben presto capitano. L'anno seguente, nel 1982, entra nella squadra del Saint-Henri, dove veste la maglia numéro dix e, l'anno dopo, passa al Septèmes-les-Vallons. Nel 1986 partecipa ad alcune importanti selezioni, durante le quali cattura l'attenzione di Jean Varraud, ai tempi osservatore del Cannes. Si reca dunque in Costa Azzurra per un provino dalla durata di sei settimane: la società, intuendo già da quel momento le capacità del ragazzo, alla fine decide di fargli firmare un contratto da professionista.

##### Cannes
Zinédine Zidane entra nel 1987, all'età di quindici anni, nella squadra del Cannes, all'epoca allenata da Guy Lacombe. Viene ospitato a Pégomas, villaggio che in futuro dedicherà una piazza in suo nome. In questo periodo è importante l'aiuto di Jean Varraud. L'esordio con la maglia del Cannes arriva il 20 maggio 1989, a 16 anni, in una partita di Ligue 1 pareggiata dalla sua squadra 1-1 con il Nantes; in questa gara entra a dodici minuti dalla fine. Il 10 febbraio 1991 segna il suo primo gol da professionista in campionato nel vittorioso 2-1 contro il Nantes, per il quale verrà premiato dal presidente della squadra con un'auto nuova. Al termine della stagione, il Cannes si classifica al quarto posto, qualificandosi per la UEFA Europa League. Zidane riesce a farsi notare da diversi allenatori che cercano in tutti i modi di acquistarlo.

##### Bordeaux

Zidane (in primo piano) al Bordeaux, marcato dal milanista e connazionale Patrick Vieira (in secondo piano) nei quarti di Coppa UEFA 1995-1996; sullo sfondo, l'altro girondino Jean-Luc Dogon.

Nel 1992 arriva al Bordeaux, dopo la retrocessione del Cannes, che lo ha acquistato per 3 milioni di franchi (460.000 euro). L'approccio con la nuova squadra è facilitato dalla presenza dell'allenatore Rolland Courbis, anche lui marsigliese. Lo stesso Courbis darà a Zidane il soprannome "Zizou". Con i compagni francesi Christophe Dugarry e Bixente Lizarazu forma il "triangolo di Bordeaux". Al termine della prima stagione, Zidane segna 10 gol e gioca 35 partite, risultando il miglior giocatore della squadra.
Qualificato per la Coppa UEFA, ottenuta grazie al quarto posto in campionato, il Bordeaux riesce ad ottenere grandi risultati in campionato, grazie specialmente a Zidane. Nonostante il cartellino rosso rimediato nella gara contro l'Olympique Marsiglia, a causa di un pugno dato a Marcel Desailly nel settembre del 1993, Zidane diventa il beniamino della sua squadra. L'eliminazione precoce in Coppa non impedisce Bordeaux di concludere il campionato con un ottimo quarto posto. Alla fine della stagione, dopo aver segnato 6 gol in 34 partite, Zidane riceve il Trophées UNFP du football come miglior esordiente nel 1994. Nella stagione successiva, il Bordeaux viene eliminato subito in Coppa UEFA e ottiene il quinto posto in campionato. Zidane rimane uno dei punti determinanti per la squadra, segnando 6 gol in 37 partite.
Nella stagione 1995-1996, il Bordeaux vince nel precampionato la Coppa Intertoto UEFA, grazie anche a Zidane che segna 5 gol in 8 partite. Ciò vale l'accesso al tabellone della Coppa UEFA, dove nel quarto turno Zidane segna un gol da quaranta metri nella sfida contro il Real Betis. Ai quarti di finale, il Bordeaux è contrapposto al più blasonato Milan. Dopo aver perso la gara di andata per 2-0 a San Siro, i francesi riescono a ribaltare le sorti del confronto nel retour match al Parc Lescure grazie a una vittoria per 3-0: Zidane è uno dei protagonisti della gara, essendo l'autore dei due assist per la doppietta di Christophe Dugarry. La squadra girondina riesce ad arrivare da outsider in finale, ma perde contro il Bayern Monaco. Zidane termina la stagione con 6 gol in 33 partite e riceve il suo secondo Trophées UNFP du football, stavolta come miglior giocatore del 1996.
Con il Bordeaux, Zidane ha giocato per quattro anni siglando 28 gol in 139 gare di campionato.

##### Juventus

Zidane agli esordi con la Juventus nella stagione 1996-1997

Nell'estate del 1996 arriva in Italia, nella Juventus allenata da Marcello Lippi, per 7,5 miliardi di lire. Seppur all'inizio presenti un calo atletico, Zidane riesce in breve tempo a mettersi in mostra con la nuova squadra. Segna il suo primo gol, il 20 ottobre 1996, nel derby d'Italia vinto per 2-0 contro l'Inter. La prima stagione è un successo per i bianconeri: vincono la Coppa Intercontinentale, la Supercoppa UEFA e il loro 24º scudetto. Zidane è protagonista di questi trionfi anche grazie ai suoi cinque gol e alle sue 29 presenze in campionato. In UEFA Champions League Zidane ha giocato ottimamente, ma ciò non è bastato a vincere la finale contro il Borussia Dortmund.
La stagione 1997-1998 si apre con la conquista della Supercoppa italiana per 3-0 contro il Vicenza. Il 10 maggio 1998, con la vittoria casalinga per 3-2 sul Bologna, Zidane vince il suo secondo scudetto consecutivo, al quale contribuisce con 7 reti in 32 partite. Raggiunge inoltre la seconda finale consecutiva di UEFA Champions League, dove i bianconeri vengono sconfitti dagli spagnoli del Real Madrid per 0-1.
Dopo aver conquistato il titolo di campione del mondo con la nazionale francese, Zidane viene insignito del Pallone d'oro a dicembre del 1998, diventando il quarto giocatore francese ad aggiudicasi tale trofeo. La stagione 1998-1999, però, non è molto fortunata per il giocatore francese: segna solo 2 gol in 25 partite ed è vittima di un duro infortunio a fine stagione. Al termine della stagione, che vede l'avvicendamento in panchina tra Lippi e Carlo Ancelotti, la Juventus si classifica a un anonimo 7º posto.

Zidane in maglia bianconera dell'annata 1998-1999

Nell'agosto 1999 contribuisce alla vittoria della Coppa Intertoto UEFA, la seconda personale. Zidane torna a giocare ad alti livelli nel corso della stagione, che viene chiusa, però, in maniera negativa: in Coppa UEFA i bianconeri vengono eliminati dagli spagnoli del Celta Vigo agli ottavi di finale, mentre in campionato, con la sconfitta all'ultima giornata contro il Perugia, vengono superati in classifica, per un solo punto, dalla Lazio che si aggiudica lo scudetto.
La stagione seguente, nella gara di UEFA Champions League contro l'Amburgo della prima fase a gironi, Zidane viene espulso per aver rifilato una testata al difensore tedesco Kientz: per questo gesto viene squalificato dalla UEFA per cinque giornate. Sempre per questo episodio, Zidane perde la possibilità di vincere il Pallone d'oro, che viene assegnato al portoghese Luis Figo. Contribuisce, con 6 reti in 33 presenze, al raggiungimento del secondo posto in campionato, alle spalle dei campioni d'Italia della Roma.
Con i bianconeri gioca complessivamente 212 partite e segna 31 gol, di cui 24 in Serie A. Seppur osannato dai tifosi, dopo la cessione del giocatore, nell'estate del 2001, Agnelli lo definì "più divertente che utile".

##### Real Madrid
Nel 2001 si trasferisce dalla Juventus al club spagnolo del Real Madrid, che, per averlo tra le sue file, oltre a siglare un contratto triennale con il giocatore, spende 150 miliardi di lire, realizzando il più costoso trasferimento di un giocatore nella storia del calcio fino a quel momento. Sceglie di indossare la maglia numero cinque, precedentemente appartenuta alla bandiera madrilena Manuel Sanchís. All'inizio della sua prima stagione, Zidane non riesce a trovare il giusto spazio in squadra, anche a causa della concorrenza con gli altri giocatori come Raúl e Figo. Con l'arrivo di Zidane la squadra si aggiudica subito la Supercoppa di Spagna. Zidane ha segnato il suo primo gol il 15 settembre 2001 contro il Real Betis. Ben presto il francese si dimostra grande protagonista nella stagione dei madrileni, culminata con la sua pregevole e decisiva marcatura nella vittoria per 2-1 contro il Bayer Leverkusen nella finale della UEFA Champions League 2001-2002. In quell'occasione Zidane riesce a trasformare il traversone di Roberto Carlos in un tiro al volo che si infila nell'angolo alto della porta difesa dal portiere Hans-Jörg Butt. Al termine della stagione, Zidane vince per la prima volta la UEFA Champions League, dopo due finali perse.  Successivamente conquista anche la Supercoppa UEFA e alcuni mesi dopo, la Coppa Intercontinentale.

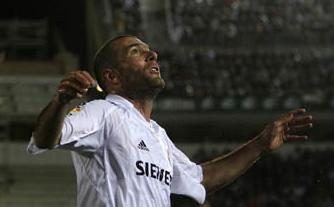
Zidane in azione con la maglia del Real Madrid nel 2005

Nella stagione 2002-2003 vince per la prima volta il campionato spagnolo all'ultima giornata, realizzando 9 gol in 33 partite, ma, dopo la vittoria della Supercoppa di Spagna 2003, malgrado la politica dei cosiddetti Galácticos voluta dal presidente Florentino Pérez, incentrata all'acquisto dei migliori calciatori del panorama mondiale, la squadra non avrebbe più centrato successi nelle tre annate seguenti.
Nel 2003-2004 il francese chiude, con i compagni, il campionato al quarto posto, realizzando 6 gol in 33 presenze e perde la finale di coppa nazionale contro la Real Sociedad. Ancora più negativa è, per la squadra, l'annata 2004-2005, e anche la stagione 2005-2006 è avara di soddisfazioni per il Real Madrid, giunto alla fine di un ciclo. Il 15 gennaio 2006 Zidane realizza la prima tripletta in carriera, nella vittoria per 4-2 in campionato contro il Siviglia; è il primo calciatore francese a realizzare tre reti in una partita della Liga spagnola. Seguirà un'altra tripletta, realizzata dal fuoriclasse contro l'Espanyol (4-0). Il 25 aprile seguente Zidane rende nota l'intenzione di ritirarsi dopo il campionato del mondo 2006. Il 7 maggio 2006 disputa la sua ultima partita a livello di club, contro il Villarreal allo stadio Santiago Bernabéu: i tifosi del Real Madrid gli riservano un caloroso tributo, sventolando dei cartelli con il suo nome e il suo numero di maglia, il 5, e i suoi compagni di squadra indossano magliette commemorative con la scritta ZIDANE 2001-2006 sotto il logo del club. Zidane firma il gol del provvisorio 2-2 con un colpo di testa vincente su cross di David Beckham (la gara finisce 3-3). Conclude l'ultima annata della propria carriera agonistica con 6 reti segnate in 29 partite di campionato.
Per le Olimpiadi di Atene 2004 Zidane fu uno dei tedofori.

#### Nazionale

##### Gli esordi, l'europeo 1996
Nel 1994 partecipa all'europeo Under-21, dove i francesi si classificheranno al quarto posto dopo aver perso la semifinale contro l'Italia e quindi la finale per il terzo posto contro la Spagna.
Dopo la mancata qualificazione al campionato del mondo 1994, la nazionale maggiore francese è in crisi: il nuovo commissario tecnico Aimé Jacquet decide di convocare alcuni giovani e, tra questi, spicca il nome dello stesso Zidane, reduce da ottime prestazioni con il Bordeaux. Durante la gara contro la Rep. Ceca del 17 agosto 1994, Zidane esordisce in nazionale maggiore all'età di 22 anni; il giocatore entra al 63' minuto di gioco al posto di Corentin Martins sul punteggio di 2-0 per i cechi e firma in pochi minuti una doppietta che consente di agguantare un pareggio in rimonta.
Divenuto trequartista titolare, Zidane viene convocato per il campionato d'Europa 1996 in Inghilterra, dove indossa la maglia numéro dix. Dopo aver vinto ai tiri di rigore contro i Paesi Bassi, i francesi vengono sconfitti, sempre ai rigori, in semifinale dalla Repubblica Ceca. Zidane chiude il torneo con una prestazione deludente e poco incisiva per la squadra. L'anno seguente viene convocato per il Torneo di Francia, dove realizza un unico gol nella partita contro l'Italia, conclusasi 2-2, inaugurando così lo Stade de France.

##### Le vittorie del mondiale 1998 e dell'europeo 2000
Sempre da Aimé Jacquet viene convocato per il campionato del mondo 1998. La Francia ottiene la qualificazione con un turno d'anticipo battendo l'Arabia Saudita 4-0; Zidane, colpevole di un fallo di reazione a risultato già fissato, viene espulso dall'arbitro e squalificato per due turni. Torna in campo nella partita di Saint-Denis il 3 luglio valida per l'accesso alla semifinale. La Francia sconfigge l'Italia per 4-3 dopo i rigori; Zidane segna il primo penalty dei francesi. Battuta anche la Croazia in semifinale, il 12 luglio allo Stade de France di Saint-Denis, la Francia vince il trofeo in finale contro il Brasile (campione in carica) per 3-0, grazie alla doppietta di Zidane e al gol di Emmanuel Petit. La Francia vince il mondiale per la prima volta.

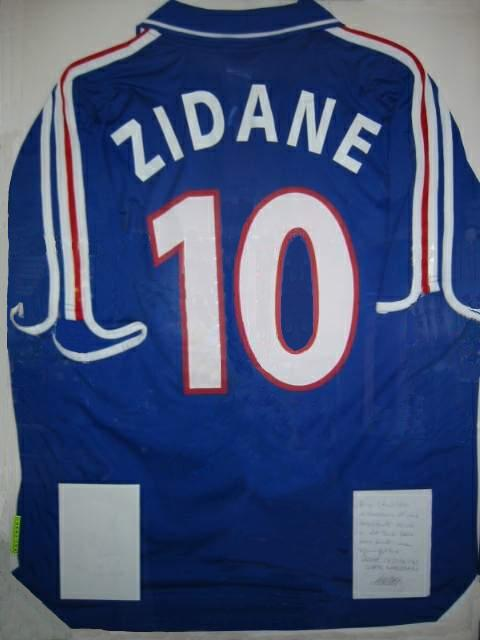
La maglia indossata da Zidane al

Zidane viene convocato per il campionato d'Europa 2000 che si giocherà in Belgio e nei Paesi Bassi. Raggiunti i quarti di finale, la Francia affronta il 25 giugno a Bruges la Spagna: qui Zidane segna un gol, portando la Francia alla vittoria per 2-1. Decide con un golden gol anche la semifinale giocata e vinta a Bruxelles il successivo 28 giugno, col medesimo punteggio, contro il Portogallo. Il 2 luglio a Rotterdam vince il suo primo titolo europeo, battendo in finale l'Italia, grazie al golden gol di David Trezeguet, dopo l'1-1 dei tempi regolamentari.

##### Le delusioni del mondiale 2002 e dell'europeo 2004
Dopo il ritiro di Didier Deschamps, Zidane viene nominato vice-capitano della squadra francese.
Il 26 maggio 2002, poco prima della partenza per il campionato del mondo 2002 (al quale la Francia è qualificata d'ufficio in quanto campione in carica), Zidane si infortuna al quadricipite della coscia sinistra. In sua assenza, la Francia perde e pareggia rispettivamente con Senegal e Uruguay nelle prime due sfide della fase a gironi. Zidane torna in campo contro la Danimarca, tuttavia, trovandosi in condizioni fisiche piuttosto precarie, non risulta incisivo per la squadra francese, che viene sconfitta per 2-0. La Francia è, a sorpresa, fuori dal mondiale, con un solo punto ottenuto in tre gare e nessuna rete segnata: è il peggior risultato per una nazionale campione del mondo in carica nella storia della rassegna iridata. L'anno seguente non viene convocato per la Confederations Cup, vinta comunque dai transalpini.
Partecipa anche al campionato d'Europa 2004, esordendo con una doppietta che vale il successo in rimonta contro l'Inghilterra. Nell'ultima gara del girone, realizza un altro gol nella partita vinta per 3-1 con la Svizzera. I campioni d'Europa vengono eliminati nei quarti di finale dalla Grecia, che succederà poi loro nell'albo d'oro della manifestazione. Nell'agosto dello stesso anno, il calciatore annuncia il proprio addio alla Nazionale.

##### Il secondo posto al mondiale 2006 e il ritiro

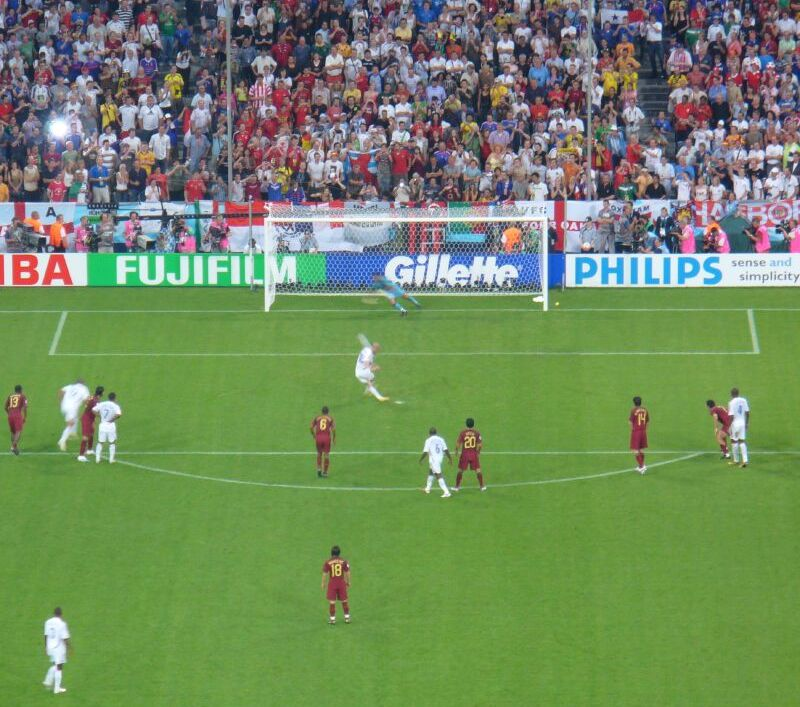
Zidane realizza il calcio di rigore contro il nella semifinale del

Nell'estate 2005 torna tuttavia sui propri passi, comunicando il rientro nei Bleus allenati da Raymond Domenech. Festeggia il suo ritorno il 17 agosto, segnando un gol nell'amichevole con la Costa d'Avorio. Prende quindi parte alla rassegna iridata in Germania. Qualificatasi agli ottavi di finale, la Francia sconfigge la Spagna per 3 a 1 grazie ai gol di Zidane, Ribéry e Vieira. Durante la seconda fase del torneo Zidane si rende autore di ottime prestazioni, tra cui quella con il Portogallo, durante la quale segna il gol su rigore che vale alla Francia l'accesso alla finale contro l'Italia.
Nei minuti iniziali della finale di Berlino, con un calcio di rigore a cucchiaio (mandando la palla a battere contro la parte interna della traversa prima di varcare la linea di porta), porta in vantaggio i suoi: è il suo terzo gol in una finale mondiale, dopo la doppietta del 1998, affiancando così i brasiliani Vavá (1958 e 1962) e Pelé (1958 e 1970) e il tedesco Paul Breitner (1974 e 1982) nel gruppo dei giocatori che hanno segnato in due diverse finali della rassegna iridata; a questi si aggiungerà in seguito un connazionale di Zidane, Kylian Mbappé (2018 e 2022).
Negli ultimi minuti dei tempi supplementari, tuttavia, Zidane macchia la propria partita con un grave gesto: dopo avere avuto un poco edificante scambio di battute con il difensore italiano Marco Materazzi, gli assesta una violenta testata al petto, gesto che gli costa l'espulsione, la dodicesima della carriera (3 a Bordeaux, 5 con la Juventus, 2 con il Real Madrid e 2 con la nazionale francese). L'Italia vince il mondiale ai tiri di rigore ma il giorno successivo, il 10 luglio 2006, Zidane viene comunque eletto miglior giocatore del torneo: ciò scatenerà polemiche riguardo a un premio giudicato dai più come «vinto in partenza» per questioni di sponsor. La finale persa contro l'Italia è l'ultima partita da giocatore disputata da Zidane.

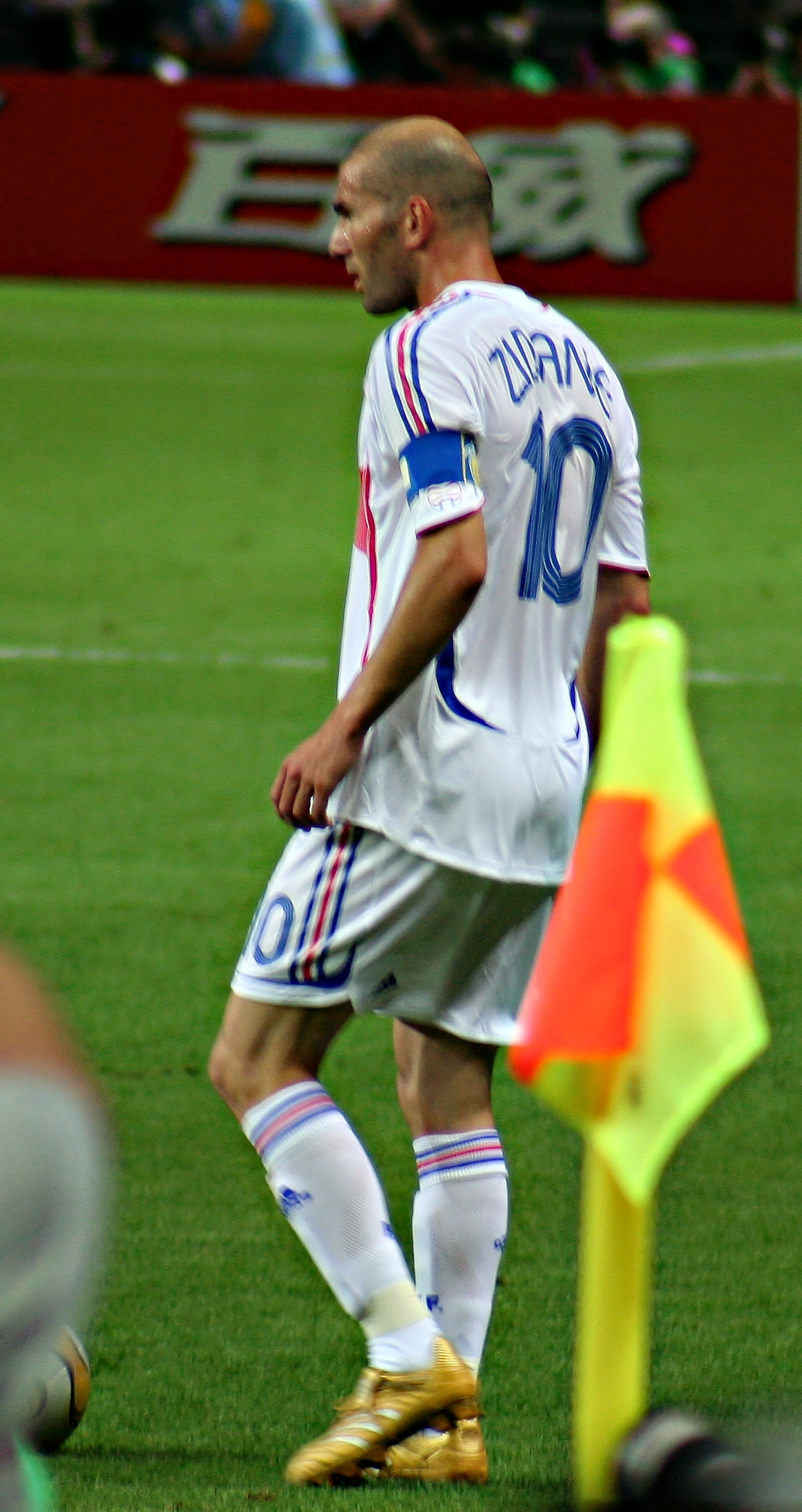
Zidane durante la finale dei Mondiali 2006 contro l'

Il 12 luglio 2006, in un'intervista rilasciata a una televisione francese, Zidane si scusa pubblicamente per il suo gesto che, riconosce, "non è cosa da farsi", ma senza rivolgersi direttamente a Materazzi, e precisa che "se c'è una reazione è perché c'è una provocazione". Pur escludendo che Materazzi abbia proferito offese razziste, Zidane lascia intendere si sia trattato di insulti molto gravi e ripetuti alla sua famiglia. Il 18 agosto 2007 Materazzi, in un'intervista a TV Sorrisi e Canzoni, dichiara di aver insultato la sorella di Zidane, offesa alla quale il francese avrebbe reagito violentemente. Le due espulsioni lo rendono il giocatore più volte allontanato dal campo, al pari del camerunese Rigobert Song.

### Allenatore

#### Real Madrid

##### Prime esperienze (2009-2016)
Dopo aver ricoperto, tra il 2009 e il 2013, vari incarichi dirigenziali per il Real Madrid, il 9 luglio 2013 entra nello staff tecnico di Carlo Ancelotti in qualità di vice allenatore dei madrileni.
Il 25 giugno 2014 inizia la sua prima esperienza in panchina, venendo nominato alla panchina del Real Madrid Castilla, seconda squadra del Real Madrid, militante nella terza divisione del campionato di calcio spagnolo. Nella prima stagione conduce la squadra al 6º posto finale.

##### Passaggio in prima squadra (2016-2018)
Il 4 gennaio 2016, a seguito dell'esonero di Rafael Benítez, viene promosso sulla panchina della prima squadra del Real Madrid. All'esordio sulla panchina delle merengues ottiene una vittoria casalinga per 5-0 contro il Deportivo La Coruña. Nel maggio 2016 si aggiudica la UEFA Champions League, guidando i madrileni all'undicesimo successo nella competizione grazie alla vittoria, nel derbi madrileño, contro l'Atlético Madrid ai tiri di rigore: nella circostanza Zidane diviene il primo tecnico francese, fatta eccezione per il naturalizzato Helenio Herrera, a vincere la massima competizione europea per club.

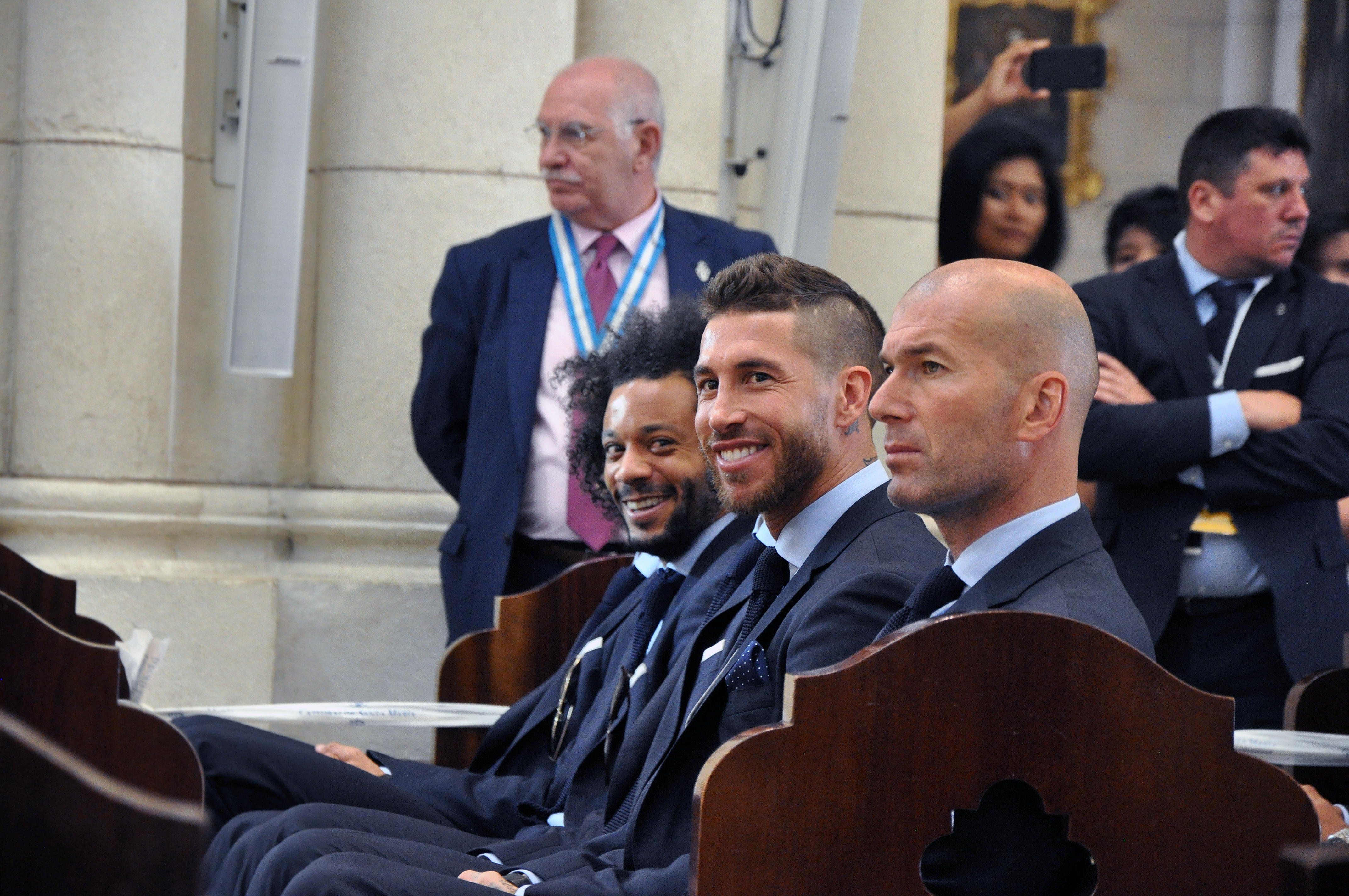
Zidane (in primo piano) in veste di allenatore del Real Madrid nel 2018, insieme al capitano Sergio Ramos (in secondo piano) e al terzino Marcelo (sullo sfondo).

Nella stagione successiva Zidane conduce la squadra dapprima alla vittoria della Supercoppa UEFA e della Coppa del mondo per club, poi centra il double campionato-UEFA Champions League che mancava da 59 anni: riporta, infatti, a Madrid il titolo nazionale, a cinque anni di distanza dalla precedente affermazione, e si aggiudica la UEFA Champions League, battendo per 4-1 la Juventus a Cardiff; nell'occasione Zidane diviene il primo allenatore a vincere due edizioni consecutive del trofeo nell'era Champions League.
L'annata 2017-2018 si apre con una nuova vittoria della Supercoppa UEFA, contro il Manchester United. Segue, pochi giorni dopo, la conquista della Supercoppa di Spagna, nel doppio Clásico contro il Barcellona. A dicembre il club madrileno si aggiudica nuovamente la Coppa del mondo per club, grazie alla vittoria per 1-0 in finale contro il Grêmio: con tale successo Zidane diventa il primo tecnico a vincere la competizione per due edizioni consecutive. A coronamento di un'altra stagione passata agli annali, il 26 maggio 2018 il francese vince per la terza volta di fila la UEFA Champions League, battendo il Liverpool per 3-1 nella finale di Kiev: con questo successo, Zidane eguaglia il primato di Bob Paisley e Carlo Ancelotti, diventando inoltre il primo e unico allenatore ad aver vinto tre edizioni consecutive della Coppa dei Campioni/Champions League. Ciononostante, appena cinque giorni dopo il trionfo Zidane rassegna, a sorpresa, le dimissioni, adducendo la necessità «di un cambio, di un'altra metodologia di lavoro» per la squadra e paventando l'imminente fine di un ciclo in casa madrilena.

##### Secondo ciclo a Madrid (2019-2021)
Tali sensazioni trovano conferma nei mesi seguenti, stanti i deludenti risultati conseguiti dai suoi successori, Julen Lopetegui prima e Santiago Solari poi, sulla panchina del club. Anche in ragione di ciò, l'11 marzo 2019 il tecnico francese è chiamato a riassumere la guida tecnica del Real Madrid.
Il suo secondo ciclo non riesce a eguagliare il precedente, ma vede comunque, nel gennaio 2020, la conquista, ai tiri di rigore, della Supercoppa di Spagna contro l'Atlético Madrid, un successo che coincide per Zidane con la nona finale vinta su altrettante disputate con i blancos, oltreché, a fine stagione, il secondo alloro nazionale da allenatore, con la vittoria della Liga. Al termine della stagione successiva, chiusa senza vincere trofei, Zidane lascia nuovamente la panchina del club spagnolo.
Con 11 titoli è il terzo allenatore più vincente della storia del Real Madrid, dopo Miguel Muñoz (14) e Carlo Ancelotti, detentore del record con 15 trofei vinti.

## Statistiche
In totale, tra club e nazionale, ha messo a segno 156 gol in 812 partite, con una media di 0,19 reti a partita.

### Presenze e reti nei club
| Stagione           | Squadra            | Campionato         | Campionato | Campionato | Coppe nazionali | Coppe nazionali | Coppe nazionali | Coppe continentali | Coppe continentali | Coppe continentali | Altre coppe | Altre coppe | Altre coppe | Totale | Totale |
| Stagione           | Squadra            | Comp               | Pres       | Reti       | Comp            | Pres            | Reti            | Comp               | Pres               | Reti               | Comp        | Pres        | Reti        | Pres   | Reti   |
| ------------------ | ------------------ | ------------------ | ---------- | ---------- | --------------- | --------------- | --------------- | ------------------ | ------------------ | ------------------ | ----------- | ----------- | ----------- | ------ | ------ |
| 1987-1988          | Cannes 2           | D3                 | 9          | 0          |                 | -               | -               | -                  | -                  | -                  | -           | -           | -           | 9      | 0      |
| 1988-1989          | Cannes 2           | D3                 | 5          | 0          |                 | -               | -               | -                  | -                  | -                  | -           | -           | -           | 5      | 0      |
| 1988-1989          | Cannes             | D1                 | 2          | 0          | CF              | 0               | 0               | -                  | -                  | -                  | -           | -           | -           | 2      | 0      |
| 1989-1990          | Cannes 2           | D4                 | ?          | ?          |                 | -               | -               | -                  | -                  | -                  | -           | -           | -           | ?      | ?      |
| Totale Cannes 2    | Totale Cannes 2    | Totale Cannes 2    | 14+        | 0+         |                 | -               | -               |                    | -                  | -                  |             | -           | -           | 14+    | 0+     |
| 1989-1990          | Cannes             | D1                 | 0          | 0          | CF              | 0               | 0               | -                  | -                  | -                  | -           | -           | -           | 0      | 0      |
| 1990-1991          | Cannes             | D1                 | 28         | 1          | CF              | 3               | 0               | -                  | -                  | -                  | -           | -           | -           | 31     | 1      |
| 1991-1992          | Cannes             | D1                 | 31         | 5          | CF              | 3               | 0               | CU                 | 4                  | 0                  | -           | -           | -           | 38     | 5      |
| Totale Cannes      | Totale Cannes      | Totale Cannes      | 61         | 6          |                 | 6               | 0               |                    | 4                  | 0                  |             | -           | -           | 71     | 6      |
| 1992-1993          | Bordeaux           | D1                 | 35         | 10         | CF              | 4               | 1               | -                  | -                  | -                  | -           | -           | -           | 39     | 11     |
| 1993-1994          | Bordeaux           | D1                 | 34         | 6          | CF              | 3               | 0               | CU                 | 6                  | 2                  | -           | -           | -           | 43     | 8      |
| 1994-1995          | Bordeaux           | D1                 | 37         | 6          | CF              | 5               | 1               | CU                 | 4                  | 1                  | -           | -           | -           | 46     | 8      |
| 1995-1996          | Bordeaux           | D1                 | 33         | 6          | CF              | 3               | 0               | Int+CU             | 7+8                | 5+1                | -           | -           | -           | 51     | 12     |
| Totale Bordeaux    | Totale Bordeaux    | Totale Bordeaux    | 139        | 28         |                 | 15              | 2               |                    | 25                 | 9                  |             | -           | -           | 179    | 39     |
| 1996-1997          | Juventus           | A                  | 29         | 5          | CI              | 2               | 0               | UCL                | 10                 | 2                  | SU+CInt     | 2+1         | 0           | 44     | 7      |
| 1997-1998          | Juventus           | A                  | 32         | 7          | CI              | 4               | 1               | UCL                | 11                 | 3                  | SI          | 1           | 0           | 48     | 11     |
| 1998-1999          | Juventus           | A                  | 25         | 2          | CI              | 4               | 0               | UCL                | 10                 | 0                  | SI          | 1           | 0           | 40     | 2      |
| 1999-2000          | Juventus           | A                  | 32         | 4          | CI              | 3               | 1               | Int+CU             | 2+4                | 0                  | -           | -           | -           | 41     | 5      |
| 2000-2001          | Juventus           | A                  | 33         | 6          | CI              | 2               | 0               | UCL                | 4                  | 0                  | -           | -           | -           | 39     | 6      |
| Totale Juventus    | Totale Juventus    | Totale Juventus    | 151        | 24         |                 | 15              | 2               |                    | 41                 | 5                  |             | 5           | 0           | 212    | 31     |
| 2001-2002          | Real Madrid        | PD                 | 31         | 7          | CR              | 7               | 2               | UCL                | 9                  | 3                  | SS          | 2           | 0           | 49     | 12     |
| 2002-2003          | Real Madrid        | PD                 | 33         | 9          | CR              | 1               | 0               | UCL                | 14                 | 3                  | SU+CInt     | 1+1         | 0           | 50     | 12     |
| 2003-2004          | Real Madrid        | PD                 | 33         | 6          | CR              | 5               | 1               | UCL                | 10                 | 3                  | SS          | 2           | 0           | 50     | 10     |
| 2004-2005          | Real Madrid        | PD                 | 29         | 6          | CR              | 1               | 0               | UCL                | 10                 | 0                  | -           | -           | -           | 40     | 6      |
| 2005-2006          | Real Madrid        | PD                 | 29         | 9          | CR              | 5               | 0               | UCL                | 4                  | 0                  | -           | -           | -           | 38     | 9      |
| Totale Real Madrid | Totale Real Madrid | Totale Real Madrid | 155        | 37         |                 | 19              | 3               |                    | 47                 | 9                  |             | 6           | 0           | 227    | 49     |
| Totale carriera    | Totale carriera    | Totale carriera    | 520+       | 95+        |                 | 55              | 7               |                    | 117                | 23                 |             | 11          | 0           | 703+   | 125+   |

### Cronologia presenze e reti in nazionale

#### Nazionale maggiore
| Cronologia completa delle presenze e delle reti in nazionale ― Francia | Cronologia completa delle presenze e delle reti in nazionale ― Francia | Cronologia completa delle presenze e delle reti in nazionale ― Francia | Cronologia completa delle presenze e delle reti in nazionale ― Francia | Cronologia completa delle presenze e delle reti in nazionale ― Francia | Cronologia completa delle presenze e delle reti in nazionale ― Francia | Cronologia completa delle presenze e delle reti in nazionale ― Francia | Cronologia completa delle presenze e delle reti in nazionale ― Francia |
| Data                                                                   | Città                                                                  | In casa                                                                | Risultato                                                              | Ospiti                                                                 | Competizione                                                           | Reti                                                                   | Note                                                                   |
| ---------------------------------------------------------------------- | ---------------------------------------------------------------------- | ---------------------------------------------------------------------- | ---------------------------------------------------------------------- | ---------------------------------------------------------------------- | ---------------------------------------------------------------------- | ---------------------------------------------------------------------- | ---------------------------------------------------------------------- |
| 17-8-1994                                                              | Bordeaux                                                               | Francia                                                                | 2 – 2                                                                  | Rep. Ceca                                                              | Amichevole                                                             | 2                                                                      | 63’                                                                    |
| 8-10-1994                                                              | Saint-Étienne                                                          | Francia                                                                | 0 – 0                                                                  | Romania                                                                | Qual. Euro 1996                                                        | -                                                                      | 71’                                                                    |
| 26-4-1995                                                              | Nantes                                                                 | Francia                                                                | 4 – 0                                                                  | Slovacchia                                                             | Qual. Euro 1996                                                        | -                                                                      | 74’                                                                    |
| 22-7-1995                                                              | Oslo                                                                   | Norvegia                                                               | 0 – 1                                                                  | Francia                                                                | Amichevole                                                             | -                                                                      | 46’                                                                    |
| 16-8-1995                                                              | Parigi                                                                 | Francia                                                                | 1 – 1                                                                  | Polonia                                                                | Qual. Euro 1996                                                        | -                                                                      | 88’                                                                    |
| 6-9-1995                                                               | Auxerre                                                                | Francia                                                                | 10 – 0                                                                 | Azerbaigian                                                            | Qual. Euro 1996                                                        | 1                                                                      |                                                                        |
| 11-10-1995                                                             | Bucarest                                                               | Romania                                                                | 1 – 3                                                                  | Francia                                                                | Qual. Euro 1996                                                        | 1                                                                      | 85’                                                                    |
| 15-11-1995                                                             | Caen                                                                   | Francia                                                                | 2 – 0                                                                  | Israele                                                                | Qual. Euro 1996                                                        | -                                                                      |                                                                        |
| 24-1-1996                                                              | Parigi                                                                 | Francia                                                                | 3 – 2                                                                  | Portogallo                                                             | Amichevole                                                             | -                                                                      |                                                                        |
| 21-2-1996                                                              | Nîmes                                                                  | Francia                                                                | 3 – 1                                                                  | Grecia                                                                 | Amichevole                                                             | 1                                                                      | 46’                                                                    |
| 1-6-1996                                                               | Stoccarda                                                              | Germania                                                               | 0 – 1                                                                  | Francia                                                                | Amichevole                                                             | -                                                                      | 46’                                                                    |
| 5-6-1996                                                               | Villeneuve-d'Ascq                                                      | Francia                                                                | 2 – 0                                                                  | Armenia                                                                | Amichevole                                                             | -                                                                      |                                                                        |
| 10-6-1996                                                              | Newcastle upon Tyne                                                    | Francia                                                                | 1 – 0                                                                  | Romania                                                                | Euro 1996 - 1º turno                                                   | -                                                                      | 79’                                                                    |
| 15-6-1996                                                              | Leeds                                                                  | Francia                                                                | 1 – 1                                                                  | Spagna                                                                 | Euro 1996 - 1º turno                                                   | -                                                                      |                                                                        |
| 18-6-1996                                                              | Newcastle upon Tyne                                                    | Bulgaria                                                               | 1 – 3                                                                  | Francia                                                                | Euro 1996 - 1º turno                                                   | -                                                                      | 62’                                                                    |
| 22-6-1996                                                              | Liverpool                                                              | Francia                                                                | 0 – 0 dts (5 – 4 dtr)                                                  | Paesi Bassi                                                            | Euro 1996 - Quarti di finale                                           | -                                                                      |                                                                        |
| 26-6-1996                                                              | Manchester                                                             | Francia                                                                | 0 – 0 dts (5 – 6 dtr)                                                  | Rep. Ceca                                                              | Euro 1996 - Semifinale                                                 | -                                                                      |                                                                        |
| 31-8-1996                                                              | Parigi                                                                 | Francia                                                                | 2 – 0                                                                  | Messico                                                                | Amichevole                                                             | -                                                                      | 46’                                                                    |
| 9-10-1996                                                              | Parigi                                                                 | Francia                                                                | 4 – 0                                                                  | Turchia                                                                | Amichevole                                                             | -                                                                      | 89’                                                                    |
| 9-11-1996                                                              | Copenaghen                                                             | Danimarca                                                              | 1 – 0                                                                  | Francia                                                                | Amichevole                                                             | -                                                                      | 80’                                                                    |
| 22-1-1997                                                              | Braga                                                                  | Portogallo                                                             | 0 – 2                                                                  | Francia                                                                | Amichevole                                                             | -                                                                      |                                                                        |
| 26-2-1997                                                              | Parigi                                                                 | Francia                                                                | 2 – 1                                                                  | Paesi Bassi                                                            | Amichevole                                                             | -                                                                      |                                                                        |
| 2-4-1997                                                               | Parigi                                                                 | Francia                                                                | 1 – 0                                                                  | Svezia                                                                 | Amichevole                                                             | -                                                                      | 56’                                                                    |
| 3-6-1997                                                               | Lione                                                                  | Francia                                                                | 1 – 1                                                                  | Brasile                                                                | Torneo di Francia                                                      | -                                                                      |                                                                        |
| 7-6-1997                                                               | Montpellier                                                            | Francia                                                                | 0 – 1                                                                  | Inghilterra                                                            | Torneo di Francia                                                      | -                                                                      | 76’                                                                    |
| 11-6-1997                                                              | Parigi                                                                 | Francia                                                                | 2 – 2                                                                  | Italia                                                                 | Torneo di Francia                                                      | 1                                                                      |                                                                        |
| 11-10-1997                                                             | Lens                                                                   | Francia                                                                | 2 – 1                                                                  | Sudafrica                                                              | Amichevole                                                             | -                                                                      | 46’                                                                    |
| 12-11-1997                                                             | Saint-Étienne                                                          | Francia                                                                | 2 – 1                                                                  | Scozia                                                                 | Amichevole                                                             | -                                                                      |                                                                        |
| 28-1-1998                                                              | Saint-Denis                                                            | Francia                                                                | 1 – 0                                                                  | Spagna                                                                 | Amichevole                                                             | 1                                                                      |                                                                        |
| 25-2-1998                                                              | Marsiglia                                                              | Francia                                                                | 3 – 3                                                                  | Norvegia                                                               | Amichevole                                                             | 1                                                                      | 62’                                                                    |
| 22-4-1998                                                              | Solna                                                                  | Svezia                                                                 | 0 – 0                                                                  | Francia                                                                | Amichevole                                                             | -                                                                      | 46’                                                                    |
| 27-5-1998                                                              | Casablanca                                                             | Francia                                                                | 1 – 0                                                                  | Belgio                                                                 | Trofeo di calcio Hassan II 1998                                        | 1                                                                      |                                                                        |
| 29-5-1998                                                              | Casablanca                                                             | Marocco                                                                | 2 – 2 (6 - 5 dtr)                                                      | Francia                                                                | Trofeo di calcio Hassan II 1998                                        | -                                                                      | 61’                                                                    |
| 5-6-1998                                                               | Helsinki                                                               | Finlandia                                                              | 0 – 1                                                                  | Francia                                                                | Amichevole                                                             | -                                                                      | 89’                                                                    |
| 12-6-1998                                                              | Marsiglia                                                              | Francia                                                                | 3 – 0                                                                  | Sudafrica                                                              | Mondiali 1998 - 1º turno                                               | -                                                                      | 75’                                                                    |
| 18-6-1998                                                              | Marsiglia                                                              | Francia                                                                | 4 – 0                                                                  | Arabia Saudita                                                         | Mondiali 1998 - 1º turno                                               | -                                                                      | 71’                                                                    |
| 3-7-1998                                                               | Saint-Denis                                                            | Italia                                                                 | 0 – 0 dts (3 – 4 dtr)                                                  | Francia                                                                | Mondiali 1998 - Quarti di finale                                       | -                                                                      |                                                                        |
| 8-7-1998                                                               | Saint-Denis                                                            | Francia                                                                | 2 – 1                                                                  | Croazia                                                                | Mondiali 1998 - Semifinale                                             | -                                                                      |                                                                        |
| 12-7-1998                                                              | Saint-Denis                                                            | Brasile                                                                | 0 – 3                                                                  | Francia                                                                | Mondiali 1998 - Finale                                                 | 2                                                                      | [ 182 ]                                                                |
| 19-8-1998                                                              | Vienna                                                                 | Austria                                                                | 2 – 2                                                                  | Francia                                                                | Amichevole                                                             | -                                                                      | 46’                                                                    |
| 5-9-1998                                                               | Reykjavík                                                              | Islanda                                                                | 1 – 1                                                                  | Francia                                                                | Qual. Euro 2000                                                        | -                                                                      |                                                                        |
| 10-10-1998                                                             | Mosca                                                                  | Russia                                                                 | 2 – 3                                                                  | Francia                                                                | Qual. Euro 2000                                                        | -                                                                      |                                                                        |
| 14-10-1998                                                             | Saint-Denis                                                            | Francia                                                                | 2 – 0                                                                  | Andorra                                                                | Qual. Euro 2000                                                        | -                                                                      |                                                                        |
| 20-1-1999                                                              | Marsiglia                                                              | Francia                                                                | 1 – 0                                                                  | Marocco                                                                | Amichevole                                                             | -                                                                      | 67’                                                                    |
| 10-2-1999                                                              | Londra                                                                 | Inghilterra                                                            | 0 – 2                                                                  | Francia                                                                | Amichevole                                                             | -                                                                      |                                                                        |
| 4-9-1999                                                               | Kiev                                                                   | Ucraina                                                                | 0 – 0                                                                  | Francia                                                                | Qual. Euro 2000                                                        | -                                                                      |                                                                        |
| 8-9-1999                                                               | Erevan                                                                 | Armenia                                                                | 2 – 3                                                                  | Francia                                                                | Qual. Euro 2000                                                        | 1                                                                      | 72’                                                                    |
| 9-10-1999                                                              | Saint-Denis                                                            | Francia                                                                | 3 – 2                                                                  | Islanda                                                                | Qual. Euro 2000                                                        | -                                                                      |                                                                        |
| 13-11-1999                                                             | Saint-Denis                                                            | Francia                                                                | 3 – 0                                                                  | Croazia                                                                | Amichevole                                                             | -                                                                      | 46’                                                                    |
| 23-2-2000                                                              | Saint-Denis                                                            | Francia                                                                | 1 – 0                                                                  | Polonia                                                                | Amichevole                                                             | 1                                                                      |                                                                        |
| 26-4-2000                                                              | Saint-Denis                                                            | Francia                                                                | 3 – 2                                                                  | Slovenia                                                               | Amichevole                                                             | -                                                                      |                                                                        |
| 28-5-2000                                                              | Zagabria                                                               | Croazia                                                                | 0 – 2                                                                  | Francia                                                                | Amichevole                                                             | -                                                                      | 63’ 82’                                                                |
| 4-6-2000                                                               | Casablanca                                                             | Giappone                                                               | 2 – 2 (2 – 4 dtr)                                                      | Francia                                                                | Trofeo di calcio Hassan II 2000 - Semifinale                           | 1                                                                      | 89’                                                                    |
| 6-6-2000                                                               | Casablanca                                                             | Marocco                                                                | 1 – 5                                                                  | Francia                                                                | Trofeo di calcio Hassan II 2000 - Finale                               | -                                                                      | 61’                                                                    |
| 11-6-2000                                                              | Bruges                                                                 | Francia                                                                | 3 – 0                                                                  | Danimarca                                                              | Euro 2000 - 1º turno                                                   | -                                                                      |                                                                        |
| 16-6-2000                                                              | Bruges                                                                 | Rep. Ceca                                                              | 1 – 2                                                                  | Francia                                                                | Euro 2000 - 1º turno                                                   | -                                                                      |                                                                        |
| 25-6-2000                                                              | Bruges                                                                 | Spagna                                                                 | 1 – 2                                                                  | Francia                                                                | Euro 2000 - Quarti di finale                                           | 1                                                                      |                                                                        |
| 28-6-2000                                                              | Bruxelles                                                              | Francia                                                                | 2 – 1 gg                                                               | Portogallo                                                             | Euro 2000 - Semifinale                                                 | 1                                                                      |                                                                        |
| 2-7-2000                                                               | Rotterdam                                                              | Francia                                                                | 2 – 1 gg                                                               | Italia                                                                 | Euro 2000 - Finale                                                     | -                                                                      | [ 183 ]                                                                |
| 16-8-2000                                                              | Marsiglia                                                              | Francia                                                                | 5 – 1                                                                  | World Stars                                                            | Amichevole                                                             | -                                                                      |                                                                        |
| 2-9-2000                                                               | Saint-Denis                                                            | Francia                                                                | 1 – 1                                                                  | Inghilterra                                                            | Amichevole                                                             | -                                                                      | 63’ 65’                                                                |
| 15-11-2000                                                             | Istanbul                                                               | Turchia                                                                | 0 – 4                                                                  | Francia                                                                | Amichevole                                                             | -                                                                      | 63’                                                                    |
| 27-2-2001                                                              | Saint-Denis                                                            | Francia                                                                | 1 – 0                                                                  | Germania                                                               | Amichevole                                                             | 1                                                                      | 83’                                                                    |
| 24-3-2001                                                              | Saint-Denis                                                            | Francia                                                                | 5 – 0                                                                  | Giappone                                                               | Amichevole                                                             | 1                                                                      |                                                                        |
| 28-3-2001                                                              | Valencia                                                               | Spagna                                                                 | 2 – 1                                                                  | Francia                                                                | Amichevole                                                             | -                                                                      | 62’                                                                    |
| 25-4-2001                                                              | Saint-Denis                                                            | Francia                                                                | 4 – 0                                                                  | Portogallo                                                             | Amichevole                                                             | -                                                                      | 46’                                                                    |
| 15-8-2001                                                              | Nantes                                                                 | Francia                                                                | 1 – 0                                                                  | Danimarca                                                              | Amichevole                                                             | -                                                                      |                                                                        |
| 1-9-2001                                                               | Santiago del Cile                                                      | Cile                                                                   | 2 – 1                                                                  | Francia                                                                | Amichevole                                                             | -                                                                      | Ammonizione                                                            |
| 6-10-2001                                                              | Saint-Denis                                                            | Francia                                                                | 4 – 1                                                                  | Algeria                                                                | Amichevole                                                             | -                                                                      | 46’                                                                    |
| 11-11-2001                                                             | Melbourne                                                              | Australia                                                              | 1 – 1                                                                  | Francia                                                                | Amichevole                                                             | -                                                                      | 80’                                                                    |
| 13-2-2002                                                              | Saint-Denis                                                            | Francia                                                                | 2 – 1                                                                  | Romania                                                                | Amichevole                                                             | -                                                                      | 71’                                                                    |
| 27-3-2002                                                              | Saint-Denis                                                            | Francia                                                                | 5 – 0                                                                  | Scozia                                                                 | Amichevole                                                             | 1                                                                      | 81’                                                                    |
| 17-4-2002                                                              | Saint-Denis                                                            | Francia                                                                | 0 – 0                                                                  | Russia                                                                 | Amichevole                                                             | -                                                                      |                                                                        |
| 26-5-2002                                                              | Suwon                                                                  | Corea del Sud                                                          | 2 – 3                                                                  | Francia                                                                | Amichevole                                                             | -                                                                      | 37’                                                                    |
| 11-6-2002                                                              | Incheon                                                                | Danimarca                                                              | 2 – 0                                                                  | Francia                                                                | Mondiali 2002 - 1º turno                                               | -                                                                      |                                                                        |
| 21-8-2002                                                              | Tunisi                                                                 | Tunisia                                                                | 1 – 1                                                                  | Francia                                                                | Amichevole                                                             | -                                                                      | Cap.                                                                   |
| 7-9-2002                                                               | Nicosia                                                                | Cipro                                                                  | 1 – 2                                                                  | Francia                                                                | Qual. Euro 2004                                                        | -                                                                      |                                                                        |
| 12-10-2002                                                             | Saint-Denis                                                            | Francia                                                                | 5 – 0                                                                  | Slovenia                                                               | Qual. Euro 2004                                                        | -                                                                      |                                                                        |
| 16-10-2002                                                             | Ta' Qali                                                               | Malta                                                                  | 0 – 4                                                                  | Francia                                                                | Qual. Euro 2004                                                        | -                                                                      |                                                                        |
| 12-2-2003                                                              | Saint-Denis                                                            | Francia                                                                | 0 – 2                                                                  | Rep. Ceca                                                              | Amichevole                                                             | -                                                                      |                                                                        |
| 29-3-2003                                                              | Lens                                                                   | Francia                                                                | 6 – 0                                                                  | Malta                                                                  | Qual. Euro 2004                                                        | 2                                                                      | Cap.                                                                   |
| 2-4-2003                                                               | Palermo                                                                | Israele                                                                | 1 – 2                                                                  | Francia                                                                | Qual. Euro 2004                                                        | 1                                                                      | Cap.                                                                   |
| 20-8-2003                                                              | Ginevra                                                                | Svizzera                                                               | 0 – 2                                                                  | Francia                                                                | Amichevole                                                             | -                                                                      | 70’                                                                    |
| 10-9-2003                                                              | Lubiana                                                                | Slovenia                                                               | 0 – 2                                                                  | Francia                                                                | Qual. Euro 2004                                                        | -                                                                      | 39’ 79’                                                                |
| 11-10-2003                                                             | Saint-Denis                                                            | Francia                                                                | 3 – 0                                                                  | Israele                                                                | Qual. Euro 2004                                                        | -                                                                      | Cap.                                                                   |
| 15-11-2003                                                             | Gelsenkirchen                                                          | Germania                                                               | 0 – 3                                                                  | Francia                                                                | Amichevole                                                             | -                                                                      | Cap.                                                                   |
| 18-2-2004                                                              | Bruxelles                                                              | Belgio                                                                 | 0 – 2                                                                  | Francia                                                                | Amichevole                                                             | -                                                                      | 77’                                                                    |
| 20-5-2004                                                              | Saint-Denis                                                            | Francia                                                                | 0 – 0                                                                  | Brasile                                                                | Amichevole                                                             | -                                                                      | 68’                                                                    |
| 6-6-2004                                                               | Saint-Denis                                                            | Francia                                                                | 1 – 0                                                                  | Ucraina                                                                | Amichevole                                                             | 1                                                                      | Cap.                                                                   |
| 13-6-2004                                                              | Lisbona                                                                | Francia                                                                | 2 – 1                                                                  | Inghilterra                                                            | Euro 2004 - 1º turno                                                   | 2                                                                      | Cap.                                                                   |
| 17-6-2004                                                              | Leiria                                                                 | Croazia                                                                | 2 – 2                                                                  | Francia                                                                | Euro 2004 - 1º turno                                                   | -                                                                      |                                                                        |
| 21-6-2004                                                              | Coimbra                                                                | Svizzera                                                               | 1 – 3                                                                  | Francia                                                                | Euro 2004 - 1º turno                                                   | 1                                                                      | Cap.                                                                   |
| 25-6-2004                                                              | Lisbona                                                                | Francia                                                                | 0 – 1                                                                  | Grecia                                                                 | Euro 2004 - Quarti di finale                                           | -                                                                      | Cap. 44’                                                               |
| 17-8-2005                                                              | Montpellier                                                            | Francia                                                                | 3 – 0                                                                  | Costa d'Avorio                                                         | Amichevole                                                             | 1                                                                      | Cap.                                                                   |
| 3-9-2005                                                               | Lens                                                                   | Francia                                                                | 3 – 0                                                                  | Fær Øer                                                                | Qual. Mondiali 2006                                                    | -                                                                      | Cap. 58’                                                               |
| 7-9-2005                                                               | Dublino                                                                | Irlanda                                                                | 0 – 1                                                                  | Francia                                                                | Qual. Mondiali 2006                                                    | -                                                                      | Cap. 66’ 70’                                                           |
| 8-10-2005                                                              | Berna                                                                  | Svizzera                                                               | 1 – 1                                                                  | Francia                                                                | Qual. Mondiali 2006                                                    | -                                                                      | Cap.                                                                   |
| 12-10-2005                                                             | Saint-Denis                                                            | Francia                                                                | 4 – 0                                                                  | Cipro                                                                  | Qual. Mondiali 2006                                                    | 1                                                                      | Cap.                                                                   |
| 1-3-2006                                                               | Saint-Denis                                                            | Francia                                                                | 1 – 2                                                                  | Slovacchia                                                             | Amichevole                                                             | -                                                                      | Cap. 46’                                                               |
| 27-5-2006                                                              | Saint-Denis                                                            | Francia                                                                | 1 – 0                                                                  | Messico                                                                | Amichevole                                                             | -                                                                      | Cap. 52’                                                               |
| 31-5-2006                                                              | Lens                                                                   | Francia                                                                | 2 – 0                                                                  | Danimarca                                                              | Amichevole                                                             | -                                                                      | Cap. 66’                                                               |
| 7-6-2006                                                               | Saint-Étienne                                                          | Francia                                                                | 3 – 1                                                                  | Cina                                                                   | Amichevole                                                             | -                                                                      | Cap.                                                                   |
| 13-6-2006                                                              | Stoccarda                                                              | Francia                                                                | 0 – 0                                                                  | Svizzera                                                               | Mondiali 2006 - 1º turno                                               | -                                                                      | Cap. 72’                                                               |
| 18-6-2006                                                              | Lipsia                                                                 | Francia                                                                | 1 – 1                                                                  | Corea del Sud                                                          | Mondiali 2006 - 1º turno                                               | -                                                                      | Cap. 85’ 90+1’                                                         |
| 27-6-2006                                                              | Hannover                                                               | Spagna                                                                 | 1 – 3                                                                  | Francia                                                                | Mondiali 2006 - Ottavi di finale                                       | 1                                                                      | Cap. 89’                                                               |
| 1-7-2006                                                               | Francoforte sul Meno                                                   | Brasile                                                                | 0 – 1                                                                  | Francia                                                                | Mondiali 2006 - Quarti di finale                                       | -                                                                      | Cap.                                                                   |
| 5-7-2006                                                               | Monaco di Baviera                                                      | Portogallo                                                             | 0 – 1                                                                  | Francia                                                                | Mondiali 2006 - Semifinale                                             | 1                                                                      | Cap.                                                                   |
| 9-7-2006                                                               | Berlino                                                                | Italia                                                                 | 1 – 1 dts (5 – 3 dtr)                                                  | Francia                                                                | Mondiali 2006 - Finale                                                 | 1                                                                      | Cap. 109’                                                              |
| Totale                                                                 |                                                                        | Presenze (7º posto)                                                    | 108                                                                    |                                                                        | Reti (8º posto)                                                        | 31                                                                     |                                                                        |

#### Nazionale B
| Cronologia completa delle presenze e delle reti in nazionale ― Francia | Cronologia completa delle presenze e delle reti in nazionale ― Francia | Cronologia completa delle presenze e delle reti in nazionale ― Francia | Cronologia completa delle presenze e delle reti in nazionale ― Francia | Cronologia completa delle presenze e delle reti in nazionale ― Francia | Cronologia completa delle presenze e delle reti in nazionale ― Francia | Cronologia completa delle presenze e delle reti in nazionale ― Francia | Cronologia completa delle presenze e delle reti in nazionale ― Francia |
| Data                                                                   | Città                                                                  | In casa                                                                | Risultato                                                              | Ospiti                                                                 | Competizione                                                           | Reti                                                                   | Note                                                                   |
| ---------------------------------------------------------------------- | ---------------------------------------------------------------------- | ---------------------------------------------------------------------- | ---------------------------------------------------------------------- | ---------------------------------------------------------------------- | ---------------------------------------------------------------------- | ---------------------------------------------------------------------- | ---------------------------------------------------------------------- |
| 17-1-1995                                                              | Nantes                                                                 | Francia                                                                | 1 – 0                                                                  | Bielorussia                                                            | Amichevole                                                             | -                                                                      | 46’                                                                    |
| Totale                                                                 |                                                                        | Presenze                                                               | 1                                                                      |                                                                        | Reti                                                                   | 0                                                                      |                                                                        |

#### Nazionale Under-21
| Cronologia completa delle presenze e delle reti in nazionale ― Francia under 21 | Cronologia completa delle presenze e delle reti in nazionale ― Francia under 21 | Cronologia completa delle presenze e delle reti in nazionale ― Francia under 21 | Cronologia completa delle presenze e delle reti in nazionale ― Francia under 21 | Cronologia completa delle presenze e delle reti in nazionale ― Francia under 21 | Cronologia completa delle presenze e delle reti in nazionale ― Francia under 21 | Cronologia completa delle presenze e delle reti in nazionale ― Francia under 21 | Cronologia completa delle presenze e delle reti in nazionale ― Francia under 21 |
| Data                                                                            | Città                                                                           | In casa                                                                         | Risultato                                                                       | Ospiti                                                                          | Competizione                                                                    | Reti                                                                            | Note                                                                            |
| ------------------------------------------------------------------------------- | ------------------------------------------------------------------------------- | ------------------------------------------------------------------------------- | ------------------------------------------------------------------------------- | ------------------------------------------------------------------------------- | ------------------------------------------------------------------------------- | ------------------------------------------------------------------------------- | ------------------------------------------------------------------------------- |
| 29-3-1991                                                                       | Parigi                                                                          | Francia under 21                                                                | 3 – 0                                                                           | Albania under 21                                                                | Qual. Europeo Under-21 1992                                                     | -                                                                               | 80’                                                                             |
| 30-5-1991                                                                       | Aubagne                                                                         | Francia under 21                                                                | 1 – 1                                                                           | Scozia under 21                                                                 | Torneo di Tolone                                                                | -                                                                               |                                                                                 |
| 1-6-1991                                                                        | Antibes                                                                         | Francia under 21                                                                | 2 – 0                                                                           | Polonia under 21                                                                | Torneo di Tolone                                                                | -                                                                               | Ingresso                                                                        |
| 13-8-1991                                                                       | Pila                                                                            | Polonia under 21                                                                | 1 – 1                                                                           | Francia under 21                                                                | Amichevole                                                                      | 1                                                                               | 46’                                                                             |
| 3-9-1991                                                                        | Nitra                                                                           | Cecoslovacchia under 21                                                         | 1 – 0                                                                           | Francia under 21                                                                | Qual. Europeo Under-21 1992                                                     | -                                                                               | 71’                                                                             |
| 11-10-1991                                                                      | Cordova                                                                         | Spagna under 21                                                                 | 0 – 0                                                                           | Francia under 21                                                                | Qual. Europeo Under-21 1992                                                     | -                                                                               | 46’                                                                             |
| 16-2-1993                                                                       | Herzliya                                                                        | Israele under 21                                                                | 1 – 2                                                                           | Francia under 21                                                                | Qual. Europeo Under-21 1994                                                     | -                                                                               |                                                                                 |
| 26-3-1993                                                                       | Mödling                                                                         | Austria under 21                                                                | 0 – 1                                                                           | Francia under 21                                                                | Qual. Europeo Under-21 1994                                                     | -                                                                               |                                                                                 |
| 19-6-1993                                                                       | Reims                                                                           | Francia under 21                                                                | 2 – 1                                                                           | Svezia under 21                                                                 | Qual. Europeo Under-21 1994                                                     | -                                                                               |                                                                                 |
| 17-7-1993                                                                       | Sète                                                                            | Francia under 21                                                                | 1 – 1                                                                           | Turchia under 21                                                                | Giochi del Mediterraneo                                                         | -                                                                               | Ingresso                                                                        |
| 19-7-1993                                                                       | Mende                                                                           | Francia under 21                                                                | 2 – 0                                                                           | Tunisia under 21                                                                | Giochi del Mediterraneo                                                         | -                                                                               |                                                                                 |
| 21-7-1993                                                                       | Alès                                                                            | Francia under 21                                                                | 3 – 3                                                                           | Croazia under 21                                                                | Giochi del Mediterraneo                                                         | 1                                                                               | 71’                                                                             |
| 24-7-1993                                                                       | Alès                                                                            | Francia under 21                                                                | 0 – 1                                                                           | Turchia under 21                                                                | Giochi del Mediterraneo                                                         | -                                                                               |                                                                                 |
| 21-8-1993                                                                       | Strandvallen                                                                    | Svezia under 21                                                                 | 1 – 1                                                                           | Francia under 21                                                                | Qual. Europeo Under-21 1994                                                     | -                                                                               | 46’                                                                             |
| 7-9-1993                                                                        | Tampere                                                                         | Finlandia under 21                                                              | 0 – 1                                                                           | Francia under 21                                                                | Qual. Europeo Under-21 1994                                                     | -                                                                               |                                                                                 |
| 12-10-1993                                                                      | Mulhouse                                                                        | Francia under 21                                                                | 3 – 0                                                                           | Israele under 21                                                                | Qual. Europeo Under-21 1994                                                     | 1                                                                               |                                                                                 |
| 16-2-1994                                                                       | Bourges                                                                         | Francia under 21                                                                | 3 – 1                                                                           | Polonia under 21                                                                | Amichevole                                                                      | -                                                                               |                                                                                 |
| 9-3-1994                                                                        | Mulhouse                                                                        | Francia under 21                                                                | 2 – 0                                                                           | Russia under 21                                                                 | Europeo Under-21 1994 - 1º turno                                                | -                                                                               | 63’                                                                             |
| 23-3-1994                                                                       | Mosca                                                                           | Russia under 21                                                                 | 0 – 1                                                                           | Francia under 21                                                                | Europeo Under-21 1994 - Quarti di finale                                        | -                                                                               |                                                                                 |
| 15-4-1994                                                                       | Nîmes                                                                           | Francia under 21                                                                | 0 – 0 dts (3 – 5 dtr)                                                           | Italia under 21                                                                 | Europeo Under-21 1994 - Semifinale                                              | -                                                                               |                                                                                 |
| Totale                                                                          |                                                                                 | Presenze                                                                        | 20                                                                              |                                                                                 | Reti                                                                            | 3                                                                               |                                                                                 |

### Statistiche da allenatore
Statistiche aggiornate al 22 maggio 2021. In grassetto le competizioni vinte.
| Stagione                | Squadra                 | Campionato              | Campionato | Campionato | Campionato | Campionato | Coppe nazionali | Coppe nazionali | Coppe nazionali | Coppe nazionali | Coppe nazionali | Coppe continentali | Coppe continentali | Coppe continentali | Coppe continentali | Coppe continentali | Altre coppe | Altre coppe | Altre coppe | Altre coppe | Altre coppe | Totale | Totale | Totale | Totale | % Vittorie | Piazzamento |
| Stagione                | Squadra                 | Comp                    | G          | V          | N          | P          | Comp            | G               | V               | N               | P               | Comp               | G                  | V                  | N                  | P                  | Comp        | G           | V           | N           | P           | G      | V      | N      | P      | %          | Piazzamento |
| ----------------------- | ----------------------- | ----------------------- | ---------- | ---------- | ---------- | ---------- | --------------- | --------------- | --------------- | --------------- | --------------- | ------------------ | ------------------ | ------------------ | ------------------ | ------------------ | ----------- | ----------- | ----------- | ----------- | ----------- | ------ | ------ | ------ | ------ | ---------- | ----------- |
| 2014-2015               | Real M. Castilla        | SDB                     | 38         | 16         | 10         | 12         | -               | -               | -               | -               | -               | -                  | -                  | -                  | -                  | -                  | -           | -           | -           | -           | -           | 38     | 16     | 10     | 12     | 42,11      | 6º          |
| 2015-gen. 2016          | Real M. Castilla        | SDB                     | 19         | 10         | 7          | 2          | -               | -               | -               | -               | -               | -                  | -                  | -                  | -                  | -                  | -           | -           | -           | -           | -           | 19     | 10     | 7      | 2      | 52,63      | [ 185 ]     |
| Totale Real M. Castilla | Totale Real M. Castilla | Totale Real M. Castilla | 57         | 26         | 17         | 14         |                 | -               | -               | -               | -               |                    | -                  | -                  | -                  | -                  |             | -           | -           | -           | -           | 57     | 26     | 17     | 14     | 45,61      |             |
| gen.-giu. 2016          | Real Madrid             | PD                      | 20         | 17         | 2          | 1          | CR              | -               | -               | -               | -               | UCL                | 7                  | 4                  | 2                  | 1                  | -           | -           | -           | -           | -           | 27     | 21     | 4      | 2      | 77,78      | Sub. 2º     |
| 2016-2017               | Real Madrid             | PD                      | 38         | 29         | 6          | 3          | CR              | 6               | 3               | 2               | 1               | UCL                | 13                 | 9                  | 3                  | 1                  | SU+Cmc      | 1+2         | 1+2         | 0+0         | 0+0         | 60     | 44     | 11     | 5      | 73,33      | 1º          |
| 2017-2018               | Real Madrid             | PD                      | 38         | 22         | 10         | 6          | CR              | 6               | 3               | 2               | 1               | UCL                | 13                 | 9                  | 2                  | 2                  | SS+SU+Cmc   | 2+1+2       | 2+1+2       | 0+0+0       | 0+0+0       | 62     | 39     | 14     | 9      | 62,90      | 3º          |
| mar.-giu. 2019          | Real Madrid             | PD                      | 11         | 5          | 2          | 4          | CR              | -               | -               | -               | -               | UCL                | -                  | -                  | -                  | -                  | SU+Cmc      | -           | -           | -           | -           | 11     | 5      | 2      | 4      | 45,45      | Sub. 3º     |
| 2019-2020               | Real Madrid             | PD                      | 38         | 26         | 9          | 3          | CR              | 3               | 2               | 0               | 1               | UCL                | 8                  | 3                  | 2                  | 3                  | SS          | 2           | 1           | 1           | 0           | 51     | 32     | 12     | 7      | 62,75      | 1°          |
| 2020-2021               | Real Madrid             | PD                      | 38         | 25         | 9          | 4          | CR              | 1               | 0               | 0               | 1               | UCL                | 12                 | 6                  | 3                  | 3                  | SS          | 1           | 0           | 0           | 1           | 52     | 31     | 12     | 9      | 59,62      | 2º          |
| Totale Real Madrid      | Totale Real Madrid      | Totale Real Madrid      | 183        | 124        | 38         | 21         |                 | 16              | 8               | 4               | 4               |                    | 53                 | 31                 | 12                 | 10                 |             | 11          | 9           | 1           | 1           | 263    | 172    | 55     | 36     | 65,40      |             |
| Totale carriera         | Totale carriera         | Totale carriera         | 240        | 150        | 55         | 35         |                 | 16              | 8               | 4               | 4               |                    | 53                 | 31                 | 12                 | 10                 |             | 11          | 9           | 1           | 1           | 320    | 198    | 72     | 50     | 61,88      |             |

### Record

#### Giocatore
- Unico calciatore insieme a Vavá, Pelé, Paul Breitner e Kylian Mbappé ad aver segnato in due finali diverse di un mondiale.[186]
- Unico calciatore insieme a Ronaldo ad aver vinto per tre volte il FIFA World Player of the Year (1998, 2000, 2003).[6]
- Calciatore con più espulsioni al mondiale: 2 (record condiviso con Rigobert Song)

#### Allenatore
- Unico allenatore ad aver vinto la Champions League per tre anni di fila.[179][187]
- Insieme a Giovanni Trapattoni, Miguel Muñoz, Johan Cruijff, Carlo Ancelotti, Frank Rijkaard e Pep Guardiola è tra i pochi ad aver vinto la Champions League sia da calciatore che da allenatore.[188]

## Palmarès

### Giocatore

#### Club

##### Competizioni nazionali

Zidane (a sinistra) e il connazionale Didier Deschamps festeggiano la vittoria del campionato italiano 1997-1998

- Campionato italiano: 2

Juventus: 1996-1997, 1997-1998
- Supercoppa italiana: 1

Juventus: 1997
- Supercoppa di Spagna: 2

Real Madrid: 2001, 2003
- Campionato spagnolo: 1

Real Madrid: 2002-2003

##### Competizioni internazionali

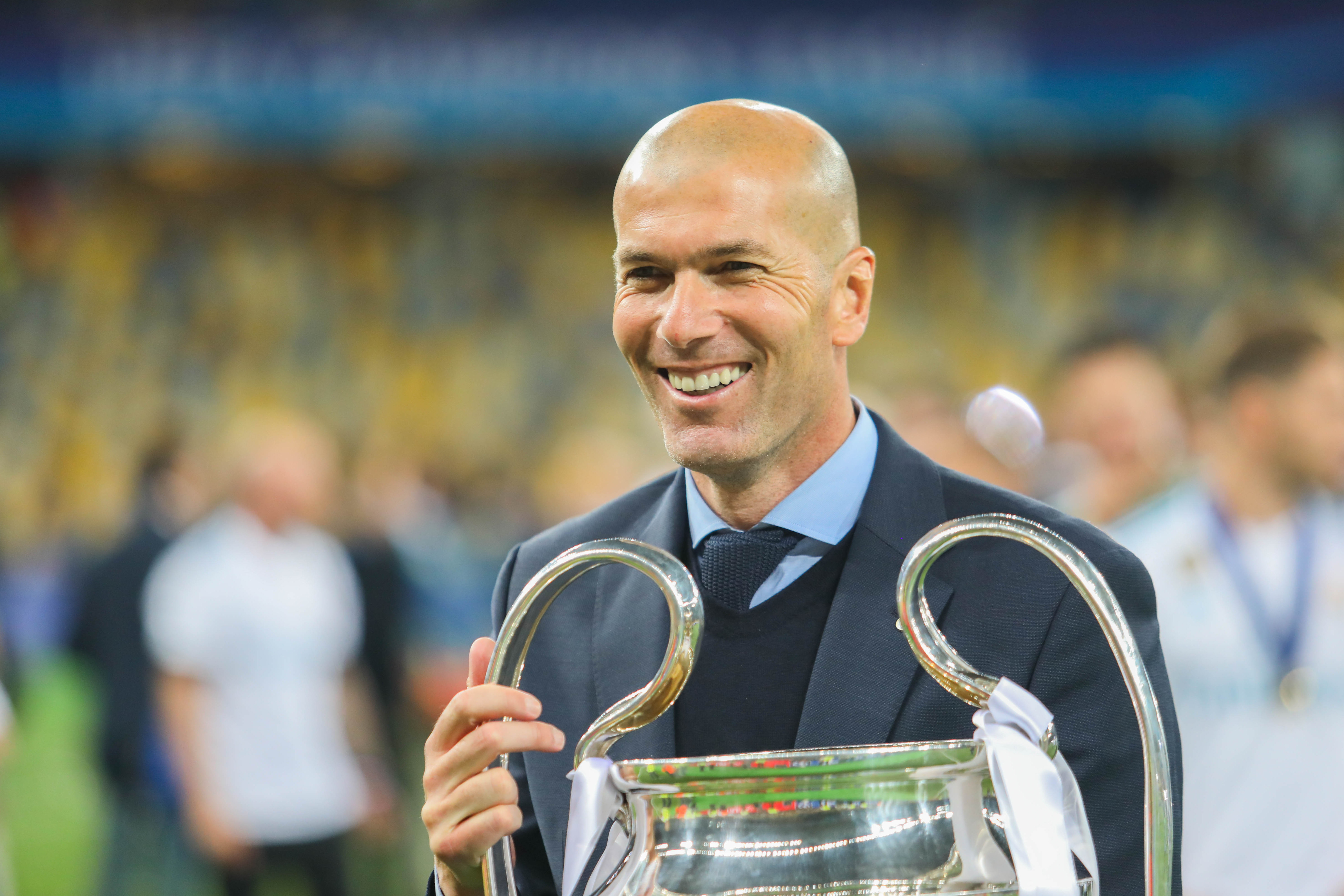
Zidane posa con il trofeo della UEFA Champions League 2017-2018, la terza consecutiva vinta da allenatore.

- Coppa Intertoto UEFA: 2

Bordeaux: 1995
Juventus: 1999
- Coppa Intercontinentale: 2

Juventus: 1996
Real Madrid: 2002
- Supercoppa UEFA: 2

Juventus: 1996
Real Madrid: 2002
- UEFA Champions League: 1

Real Madrid: 2001-2002

#### Nazionale
- Campionato mondiale: 1

Francia 1998
- Campionato d'Europa: 1

Belgio-Paesi Bassi 2000

#### Individuale

Zidane riceve il Pallone d'oro 1998

- Trophées UNFP du football: 2

Miglior giovane della Division 1: 1994
Miglior giocatore della Division 1: 1996
- Oscar del calcio AIC: 3

Miglior straniero: 1997, 2001
Migliore assoluto: 2001
- Onze d'argento: 3

1997, 2002, 2003
- Squadra dell'anno ESM: 4

1997-1998, 2001-2002, 2002-2003, 2003-2004
- Calciatore francese dell'anno: 2

1998, 2002
- Champion des champions de L'Équipe: 1

1998
- World Soccer's World Player of the Year: 1

1998
- All-Star Team del campionato mondiale di calcio: 2

Francia 1998, Germania 2006
- FIFA World Player: 3 (record condiviso con Ronaldo)

1998, 2000, 2003
- Pallone d'oro: 1

1998
- Onze d'or: 3

1998, 2000, 2001
- Miglior giocatore della finale del campionato mondiale di calcio: 1

Francia 1998
- UEFA Club Football Awards: 1

Miglior centrocampista: 1997-1998
- Onze di bronzo: 1

1999
- Miglior giocatore del campionato europeo di calcio: 1

Belgio-Paesi Bassi 2000
- Squadra del torneo del campionato europeo: 2

Belgio-Paesi Bassi 2000, Portogallo 2004
- Miglior giocatore della finale di Champions League: 1

2001-2002
- Squadra dell'anno UEFA: 3

2001, 2002, 2003
- Miglior giocatore straniero della Liga (Premio Don Balón): 1

2002
- FIFA World Cup Dream Team: 1

2002
- UEFA Club Footballer of the Year: 1

2001-2002
- Inserito nella FIFA 100

2004
- UEFA Golden Jubilee Poll (miglior giocatore europeo dei precedenti 50 anni): 1º posto

2004
- FIFPro World XI: 2

2005, 2006
- Costruttore di gioco dell'anno IFFHS: 1

2006
- Pallone d'oro del mondiale: 1

Germania 2006
- Trofeo d'onore UNFP: 1

2007
- Marca Leyenda: 1

2008
- Leggende del calcio del Golden Foot: 1

2008
- Team of the Decade del Sun: 1

2009
- Team of the Decade di ESPN: 1

2009
- Player of the Decade di ESPN: 1

2009
- Player of the Decade di Sports Illustrated: 1

2009
- Miglior giocatore del decennio di Marca: 1

2010
- Giocatore del decennio Don Balón: 1

2010
- Miglior giocatore della storia della UEFA Champions League: 1

2011
- Team of the Decade dell'UEFA: 1

2011
- Laureus Lifetime Achievement Award: 1

2011
- Top 11 di sempre di World Soccer: 1

2013
- Miglior giocatore della storia della Ligue 1: 1

2014
- Goal Hall of Fame: 1

2014
- Miglior giocatore francese della storia: 1

2016
- Top 11 di tutti i tempi del campionato europeo di calcio: 1

2016
- Candidato al Dream Team del Pallone d'oro (2020)
- Inserito nella Hall of Fame del calcio italiano nella categoria Giocatore straniero

2022

### Allenatore

#### Club

##### Competizioni nazionali
- Campionato spagnolo: 2

Real Madrid: 2016-2017, 2019-2020
- Supercoppa di Spagna: 2

Real Madrid: 2017, 2020

##### Competizioni internazionali
- UEFA Champions League: 3

Real Madrid: 2015-2016, 2016-2017, 2017-2018
- Supercoppa UEFA: 2

Real Madrid: 2016, 2017
- Coppa del mondo per club: 2

Real Madrid: 2016, 2017

#### Individuale
- Allenatore rivelazione della Liga: 1

2016
- Allenatore rivelazione della UEFA Champions League: 1

2016
- Allenatore di calcio francese dell'anno: 2

2016, 2017
- Miglior allenatore della Liga: 2

2017, 2020
- Miglior allenatore della UEFA Champions League: 1

2017
- Premio Onze al miglior allenatore europeo dell'anno: 3

2017, 2018, 2021
- The Best FIFA Men's Coach: 1

2017
- Squadra maschile dell'anno IFFHS: 1

2017
- Allenatore dell'anno IFFHS: 2

2017, 2018
- Allenatore dell'anno World Soccer: 1

2017
- Allenatore dell'anno Globe Soccer Awards: 1

2017
- Miglior allenatore dell'anno ESPN: 1

2017
- Miglior allenatore dell'anno L'Équipe: 1

2020
- Trofeo Miguel Muñoz: 1

2020